# 毛头牛蒡

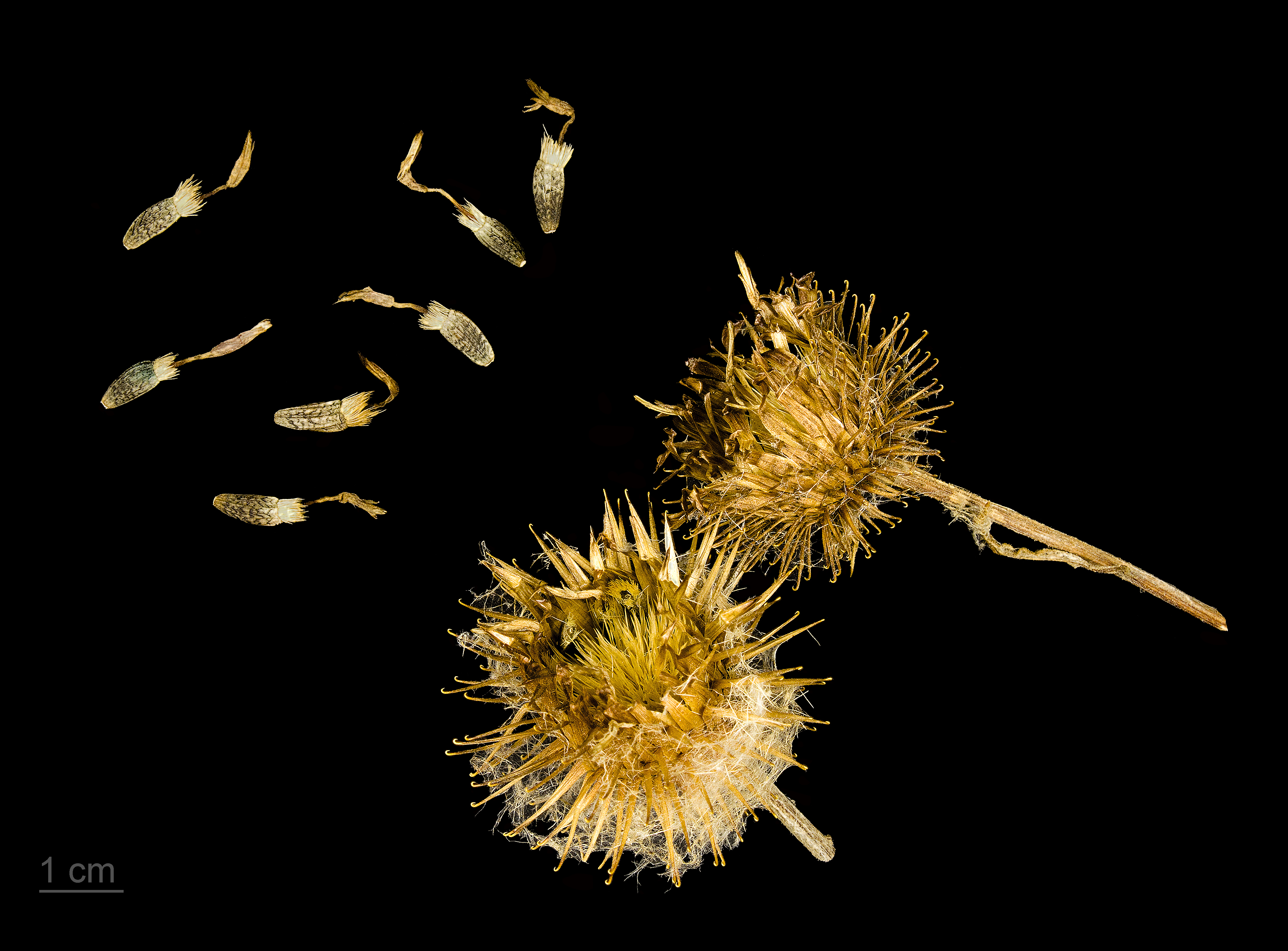
毛頭牛蒡

毛头牛蒡（学名：Arctium tomentosum）是菊科牛蒡属的植物。分布在中亚、俄罗斯、欧洲以及中国大陆的新疆等地，生长于海拔1,300米至2,000米的地区，多生长在山坡草地，目前尚未由人工引种栽培。